# 対馬野生生物保護センター

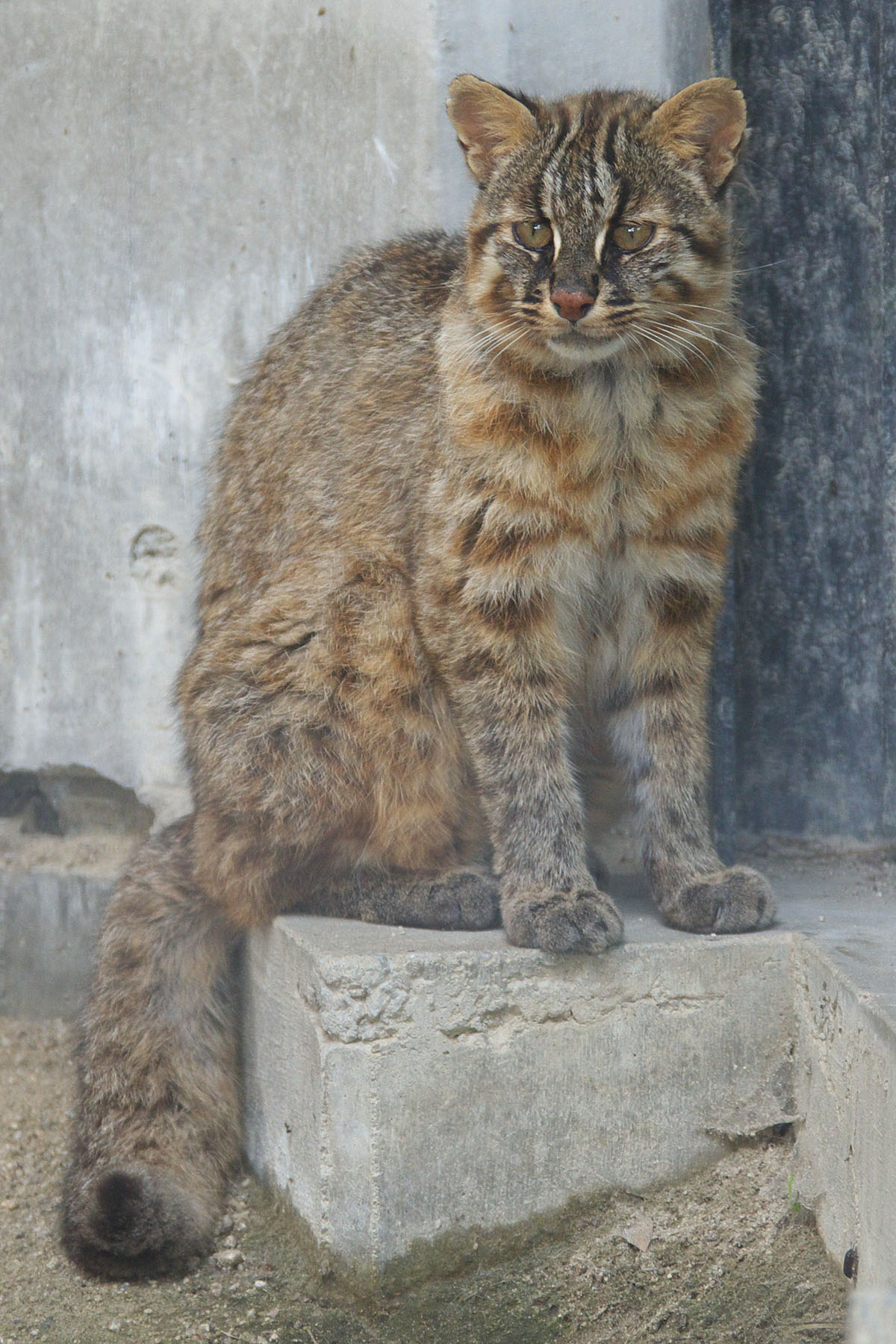
ツシマヤマネコ

対馬野生生物保護センター（つしまやせいせいぶつほごセンター、Tsushima Wildlife Conservation Center）は、日本の環境省により長崎県対馬市上県町佐護西里に設置されている機関。通称「やまねこセンター」。
ツシマヤマネコをはじめとする対馬に生息する野生生物の保護を行っている。

## 概要
- 所在地 -  〒817-1603　長崎県対馬市上県町佐護西里2956-5（棹崎公園内）
- 開館時間 - 10:00～16:30（最終受付は16:00まで）
- 休館日 - 毎週月曜日（月曜日が祝日の場合は翌火曜日が休館）、年末年始（12月29日～1月3日）
- 入場料 - 無料
- センターの性質上、センター内での飲食・喫煙・ペットの持ち込みはできない。センター内には売店があるが、飲食物の販売は行われていない。またセンター内および付近に自動販売機等は設置されていない。

## 沿革
- 1997年（平成9年）  - 環境庁により上県郡上県町佐護西里（現在地）に「対馬野生生物保護センター」が設置される。
- 2001年（平成13年）1月6日 - 環境省が発足。
- 2013年（平成25年）- 同市厳原町豆酘の鮎もどし公園内に非公開のツシマヤマネコ野生順化ステーション（対馬自然保護官事務所厳原事務室）を開設。
- 2017年（平成29年）- 開館20周年を迎える。

## 主な業務
- 調査・研究　- ツシマヤマネコの生息状況および生息環境の調査・研究。
- 普及・啓発  - ツシマヤマネコおよび対馬の自然についての知識を普及。
  - センター内での展示
    - 対馬の生物多様性について
    - ツシマヤマネコについて
    - ツシマヤマネコ「かなた」（オス、2019年誕生）の飼育
    - ツシマヤマネコと対馬の自然・暮らしの関わりについて
    - ツシマヤマネコの保護・増殖活動の取り組みについて

  - やまねこ教室 - 教育機関への派遣。
  - イベントでのブース設置
- 地域と共同 - ツシマヤマネコの生息環境を保護する。植樹や水田の保全。交通事故防止のための看板の設置、ヤマネコの通れる道路下の排水溝（カルバート）の設置など。
- 傷病個体の救護・リハビリ - 怪我をしたツシマヤマネコなどの収容対応を24時間体制で行っている。

## 附属施設
- ツシマヤマネコ野生順化ステーション（対馬自然保護官事務所厳原事務室）
  - 所在地 - 〒817-0154 長崎県対馬市厳原町豆酘字西竜良1249（北緯34度9分12.5秒 東経129度13分11.7秒 / 北緯34.153472度 東経129.219917度）
  - 非公開となっている。

## 交通
- センター付近に路線バスの停留所はないので、厳原港や対馬空港、比田勝港からタクシーや自家用車での移動になる。